# Cantharoctonus stramineus
Cantharoctonus stramineus är en stekelart som beskrevs av Henry Lorenz Viereck 1912. Cantharoctonus stramineus ingår i släktet Cantharoctonus och familjen bracksteklar. Inga underarter finns listade.